# Marin Kuzmić
Marin Kuzmić (Split, 1. siječnja 1940.) hrvatski je književni i novinski urednik. Živi i radi u Splitu.

## Životopis
Diplomirao je komparativnu književnost i filozofiju na Filozofskom fakultetu Sveučilišta u Zagrebu. 

### Novinarstvo
U novinarstvu je od 1958. Suradnik u Slobodnoj Dalmaciji (1958-1960.), glavni i odgovorni urednik Studentskog lista (1964. – 1966.), urednik u Dokumentarnom programu TV Zagreb (među istaknutijim emisijama bilježi se TV porota), potom glavni i odgovorni urednik Slobodne Dalmacije i Nedjeljne Dalmacije (1973. – 1978.).  Od 1995. u mirovini.
Bio je suosnivač te zamjenik glavnog urednika dnevnika i tjednika Dan (1995. – 1998.).  Surađivao je u časopisima kao što su bili Razlog i Pogledi.

### Nakladništvo
Koncipirao je i uređivao knjige za više hrvatskih izdavača, među kojima su bili Slobodna Dalmacija, Marjan tisak, Croma, UAAB i Zaklada Grenc. Među ostalim, priredio je za tisak Povijest hrvatske književnosti S. P. Novaka, monografiju Otok Šolta; zasnovao je i uredio kompleksna izdanja kao što su Dalmacija – hrvatska ruža vjetrova, Antifašistički Split : Ratna kronika 1941. – 1945., itd.

### Kazalište
Bio je dointendant Hrvatskoga narodnog kazališta u Splitu.

### Državna uprava
Osamdesetih godina prošlog stoljeća bio je član Izvršnog vijeća Skupštine općine Split.

## Nagrade
- Zlatno pero DNH, za 1971./1972. godinu[5]